# Roberto Balado
Roberto Balado Méndez (Jovellanos, Matanzas, Cuba, 15 de febrero de 1969 - La Habana, Cuba, 2 de julio de 1994) fue un boxeador cubano. En los Juegos Olímpicos de 1992 ganó la medalla de oro en la categoría de Peso superpesado (+91 kg).
Fue campeón olímpico en 1992, tres veces campeón del mundo (Moscú 1989, Sídney 1991, y Tampere 1993), y cinco veces campeón nacional cubano. También fue el ganador de la Copa Val Barker al Boxeador Destacado en los Juegos Olímpicos de 1992.

## Medallas

### Juegos Olímpicos
- Oro en Barcelona 1992

### Campeonato Mundial de Boxeo Aficionado
- Oro en Moscú 1989
- Oro en Sídney 1991
- Oro en Tampere 1993

### Copa del Mundo de Boxeo Aficionado
- Oro en Bombay 1990
- Oro en Bangkok 1994

### Juegos Panamericanos
- Oro en La Habana 1991

### Juegos Centroamericanos y del Caribe
- Oro en Ponce 1993

### Campeonato Centroamericano y del Caribe de Boxeo
- Oro en San José 1987

### Campeonato Mundial Juvenil de Boxeo
- Oro en La Habana 1987

Obtuvo cinco veces el campeonato nacional cubano (entre 1990 y 1994) y resultó cinco veces campeón en el Torneo Internacional Giraldo Córdova Cardín.
Poseía una extraordinaria velocidad de manos y piernas, vista de águila para ver llegar los golpes y gran sentido de la esquiva. Prefería pelear en la media distancia para sacar mayor provecho al poco alcance que tenía y entre muchas virtudes sobresalía la inteligencia y un instinto poco común para resolver por sí solo los imponderables no previstos en la esquina. 
Pese a no poseer el somatotipo adecuado se esforzó y a base de voluntad y trabajo logró reinar en los pesos pesados, dejando en la corta trayectoria deportiva tronchada por un accidente automovilístico el cual le costó la vida, un récord de 238 victorias, y tan solo 12 derrotas en 250 combates efectuados.

## Síntesis biográfica
Nació en Jovellanos, Matanzas, el 15 de febrero de 1969; antes de cumplir un año la familia vino a vivir a la Habana Vieja y poco tiempo después se mudaron al barrio El Palenque (La Lisa), a un costado del puente de la La Lisa. 
Contaba con 14 años cuando decidió ponerse los guantes, como la mayoría de los atletas cubanos participó en los Juegos Escolares Nacionales.

## Trayectoria deportiva
Cerca de la casa estaba el Gimnasio de Rolando Rey, pero no se decidió a entrenar hasta que Raúl Fernández, el primer entrenador, lo convence a las prácticas del boxeo en el gimnasio de la Academia provincial en el Cacahual. 
Con dos o tres semanas de entrenamiento, el comisionado Manuel Echazábal, al ver la corpulencia de Balado y la necesidad de un futuro peso completo lo capta. 
.."Dar y que no me den", era el secreto para llegar a mantenerse en el más elevado nivel de estelaridad, a pesar de las ostensibles desventajas en estatura y peso corporal ante la mayoría de los adversarios. 
Para corroborar la certeza de esta escueta afirmación basta remitirse a los datos de dos peleadores derrotados por él durante los Juegos Olímpicos de Barcelona, el estadounidense Larry Donald (1,88 metros de estatura y 104 kilogramos de peso) y el nigeriano Robert Igbineghu (1,86 y 103), mientras que el criollo presentó 1,80 y 94. 
En la ronda eliminatoria los jueces marcaron en las computadoras 12 golpes de coincidencia a favor de Balado y solo cuatro a Donald; algo muy similar ocurrió en la discusión de la medalla de oro al imponerse 13-2 frente a Igbineghu. 

## Más de 91 kilogramos
La llegada de Balado al mundo de las cuerdas coincidió con un instante definitorio en la máxima división del boxeo cubano. En 1984, Teófilo Stevenson, aunque conservaba buena forma física e incluso aspiraba a conquistar la cuarta medalla dorada en Juegos Olímpicos, ya necesitaba del relevo capaz de continuar la senda victoriosa iniciada en Múnich. 
De la provincia guantanamera se tenían alentadoras noticias del joven Félix Savón, mientras que en los predios camagüeyanos el entusiasta Eugenio "Titi" Basulto hablaba maravillas del prospecto Leonardo Martínez Fizz. 
El traslado promocional de Raúl Fernández hacia el Centro de entrenamiento Orbeín Quesada, cuartel general de la preselección nacional, jugó un papel decisivo en la formación y posterior consagración de Balado. 
A propósito del indiscutible ascenso a los planos estelares apunta Alcides Sagarra: "Raúl habló conmigo del muchacho y sin ningún tipo de compromiso acepté que los preparara en la "Finca". 
Comenzó a evidenciar progresos y muy pronto lo suyo fue algo más que el simple aprendizaje. Siempre estuvo dispuesto a ayudar en los "Sparrings" y no le importaba el nombre del contrario que tuviera enfrente". 
Algunos especialistas del patio cuestionaron la decisión de incluir a Balado como el representante cubano en la división supercompleta del certamen mundialista de Moscú (1989). 

## Muerte
Fallece el 2 de julio de 1994, a causa de las lesiones sufridas días antes en un accidente automovilístico, cuando se dirigía a entrenar en la sede de la selección cubana de mayores Holveín Quesada. Su cuerpo descansa en el Panteón del Instituto Nacional de Deportes, Educación Física y Recreación de Cuba, en la Necrópolis de Cristóbal Colón.

## Logros Obtenidos
Durante la trayectoria deportiva como boxeador obtuvo logros relevantes como: 
- Campeón Mundial Juvenil en 1987.
- Campeón Mundial de Mayores. Moscú 1989, Sídney 1991, Tampere 1993, obtuvo la Copa Reynol Russel y mejor boxeador del campeonato.
- Campeón Panamericano Habana 1991
- Campeón Olímpico Barcelona 1992. Donde le fue entregada la Copa Val Barker como Mejor Boxeador de las Olimpiadas.
- Campeón de las Copas del mundo en 1990 y 1994.
- Campeón de los Juegos Centroamericanos y del Caribeen 1986 y 1993.

## Torneo Nacional Playa Girón
- 1986 Medalla de Plata
- 1987 Medalla de Plata
- 1988 Medalla de Plata
- 1989 Medalla de Plata
- 1990 Medalla de Oro
- 1991 Medalla de Oro
- 1992 Medalla de Oro
- 1993 Medalla de Oro

## Torneo Internacional Giraldo Córdova Cardín
Participó en los torneos Giraldo Córdova Cardín obteniendo siendo siempre campeón o subcampeón:
- 1986 Medalla de Plata.
- 1987 Medalla de Plata.
- 1988 Medalla de Plata.
- 1989 Medalla de Plata.
- 1990 Medalla de Oro.
- 1991 Medalla de Oro.
- 1992 Medalla de Oro.
- 1993 Medalla de Oro.

## Medallas de Oro obtenidas en torneos internacionales
- Juegos Juveniles de la Amistad (1985).
- Torneo Cinturón de Oro (1986 - 1987).
- Torneo Inter – Copas. RFA (1987).
- Copa Belgrado (1988 - 1989).
- Internacional República de Corea (1988).
- Internacional Brasil (1988).
- Internacional Finlandia (1987).

## Tributo al Campeón Olímpico
Al cumplirse el decimoprimero Aniversario de la desaparición física de Roberto Balado Méndez, Tribuna de La Habana no pasó por alto la fecha y ofrece tributo al campeón Olímpico y tres veces mundial de los pesos máximos. “El 2 de julio de 1994 fue un día aciago para el Deporte en Cuba, y en particular para el boxeo. La noticia de la muerte a causa de las heridas en un lamentable accidente del tránsito, cuando se dirigía al cuartel general del Wajay, consternó a todos. No se podía creer. Había dejado de existir un grande entre los grandes. 
Como la mayoría de los deportistas cubanos, pasó por los Juegos Escolares Nacionales . En los Juveniles representó su país en el Campeonato Mundial de La Habana – 87, venciendo categóricamente a todos tus oponentes. Fue ese el evento donde se dio a conocer y llamaste la atención de especialistas y aficionados. Su velocidad de manos y piernas, la magia con que esquivabas los golpes, su depurada técnica para contraatacar, pegar y no ser golpeado, deslumbraron a miles de personas, que muy pronto vieron cómo, con un somato tipo poco habitual para tu peso, conseguías llegar a la cúspide en tan poco tiempo. Tenías que superar la mítica Tarea del Ídolo. 
Desde 1986 hasta 2000, la dinastía de los 91 kg. tuvo un nombre, Félix Savón. Los más de 91 kilogramos estaban en manos del prometedor Leonardo Martínez Friss, quien acumulaba una relevante cadena de éxitos, hasta que una luxación en su hombro derecho, lamentablemente puso fin a la carrera deportiva de quien era considerado el sucesor de su majestad, Teófilo Stevenson. Se acercaba entonces el Campeonato Mundial de Moscú 89. Atribulados estaban los miembros de la Comisión Nacional. 
¿Subían a Savón a los superpesados o dejaban que tu tendencia a aumentar de peso te arrastrara hasta los supercompletos? Y efectivamente, esa, esa fue la mejor y más acertada decisión del cuerpo técnico antillano. Asumiste con firmeza la responsabilidad de mantener la hegemonía cubana en esta categoría a nivel mundial. Ganaste la Batalla de Moscú, así lo hiciste en los mundiales de Sídney 91 y Tampere 93. 
En cinco ocasiones te apoderaste de la corona nacional del Playa Girón y del internacional Giraldo Córdova Cardín. Triunfaste en los Juegos Panamericanos de La Habana 1991, culminado tu faena con espectacular K.O. sobre el puertorriqueño Harold Arroyo. Conseguiste victorias en los centroamericanos de Ponce 1993, en dos Copas del Mundo, Bombay 1990 y Bangkok 1994, como en innumerables torneos de menor jerarquía, realizados en diferentes escenarios del orbe. Sin embargo, estoy seguro que no disfrutaste ningún otro triunfo, como el de coronarte Campeón Olímpico de Barcelona. 
Allí disertaste, diste una clase magistral de buen boxeo en cada pleito. Encaraste las embestidas de los mastodontes con tanta naturalidad, que los minimizaste a tu antojo, obteniendo la Copa Val Baker, otorgada al más técnico de la competencia. De promesa te había convertido en uno de los más seguros púgiles cubanos, y en ídolo de todos los amantes del viril deporte en la Mayor de las Antillas. 
Convencido estoy que en la actualidad colgarían de tu cuello tres títulos olímpicos y seis mundiales, pues ni uno solo de los presentes supercompletos te haría sombra dentro del cuadrilátero. Pero desafortunadamente el destino no lo quiso así, y dejó para la posteridad tu impresionante palmar de 238 victorias, y tan solo 12 derrotas en 250 combates efectuados. Con ello te inmortalizó en la mente y el corazón de tus admiradores, porque tú, Roberto Balado Méndez, sigues siendo El Rey”.